# Antonio Bertali
Antonio Bertali (Verona, 1605. március – Bécs, 1669. április 17.) olasz zeneszerző.Stefano Bernardi tanítványa volt Veronában. 1624-től a bécsi udvarban volt állásban, és 1649-től Kapellmeister volt a császári udvarban,